# Luís Henrique (ur. 1960)
Luís Henrique Dias (ur. 16 maja 1960 w Iracemápolis) – piłkarz brazylijski, występujący na pozycji bramkarza.

## Kariera klubowa
Zawodową karierę piłkarską Luís Henrique rozpoczął w klubie Ponte Preta Campinas w 1979 roku. We Ponte Preta 18 stycznia 1981 w przegranym 2-4 meczu z SC Internacional Luís Henrique zadebiutował w lidze brazylijskiej. W latach 1986–1988 był zawodnikiem Criciúmy. Z Criciúmą zdobył mistrzostwo stanu Santa Catarina – Campeonato Catarinense w 1986 roku. W latach 1989–1990 występował w São José EC, z którym zdobył wicemistrzostwo stanu São Paulo – Campeonato Paulista w 1989 roku.
W kolejnych latach występował w Portuguesie São Paulo, Coritibie, Paranie, Rio Branco Americana, União São João Araras i Clube Atlético Mineiro. W barwach Atlético Mineiro Luís Henrique wystąpił ostatni raz w lidze brazylijskiej 11 września 1993 w zremisowanym 1-1 meczu z Santos FC. Ogółem w latach 1981–1993 w I lidze wystąpił w 56 meczach. Karierę zakończył w Botafogo Ribeirão Preto w 1995 roku.

## Kariera reprezentacyjna
Luís Henrique występował w olimpijskiej reprezentacji Brazylii. W 1979 roku uczestniczył w Igrzyskach Panamerykańskich, na których Brazylia zdobyła złoty medal. Na turnieju w San Juan Luís Henrique wystąpił we wszystkich pięciu meczach z Gwatemalą, Kubą, Kostaryką, Portoryko i ponownie z Kubą.
W 1984 roku uczestniczył w Igrzyskach Olimpijskich w Los Angeles na których Brazylia zdobyła srebrny medal. Na turnieju Luís Henrique był rezerwowym i nie wystąpił w żadnym meczu.